# Herpele
Genre
Herpele est un genre de gymnophiones de la famille des Herpelidae.

## Répartition
Les deux espèces de ce genre se rencontrent au Nigeria, au Cameroun, en Guinée équatoriale, en Centrafrique, au Congo-Brazzaville et au Congo-Kinshasa.

## Liste d'espèces
Selon Amphibian Species of the World (10 février 2014) :
- Herpele multiplicata Nieden, 1912
- Herpele squalostoma (Stutchbury, 1836)

## Publication originale
- Peters, 1880 "1879" : Über die Eintheilung der Caecilien und insbesondere über die Gattungen Rhinatrema und Gymnopis. Monatsberichte der Königlichen Preussischen Akademie der Wissenschaften zu Berlin, vol. 1879, p. 924-945 (texte intégral).